# Cal Quingles
Cal Quingles és una obra del municipi d'Artés (Bages) inclosa en l'Inventari del Patrimoni Arquitectònic de Catalunya.

## Descripció
Es tracta d'una construcció civil: Antiga masia avui integrada completament dins la vila d'Artés i de la qual se'n conserva únicament l'estructura arquitectònica de la masia i de la capella. La masia és una gran i àmplia construcció que respon al model clàssic qualificat en la segona categoria per Danés, és a dir, una masia de planta basilical, coberta a dues vessants i amb el carener perpendicular a la façana principal, orientada a migdia. El carener és lleugerament desplaçat; al costat de ponent fou construït un cos que engrandia encara més les dependències de la masia; aquest cos és perpendicular a la façana i a migdia s'obra amb un pis central de galeria d'arcs de mig punt adovellades i sostinguts amb columnes rematades per uns simples capitells. A ponent també fou construïda la capella familiar al s.XIX.

## Història
L'antiga masia de Bonamic, coneguda avui amb el nom de Can Quingles (o casa Quingle) és una de les més antigues del terme i amb les seves propietats va créixer la vila d'Artés car tot el sector de migdia del poble actual i els carrers documentats ja al segle xvii són dissenyats i construïts amb les terres i camps d'aquest antic mas. Avui resta com a habitatge arrendat pel seu propietari.